# Deutschbriten

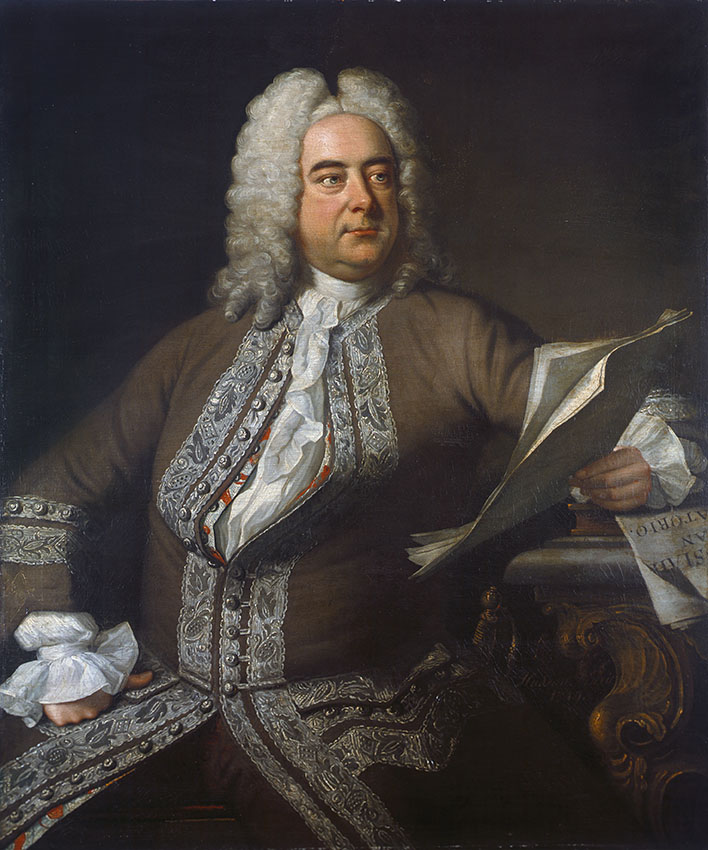
Georg Friedrich Händel verbrachte den Großteil seines Lebens als Erwachsener in England und wurde per Parlamentsbeschluss zum britischen Staatsbürger.

Als Deutschbriten werden deutsche Migranten bzw. deren Nachfahren im Vereinigten Königreich bezeichnet. Heute leben viele Deutsche im Vereinigten Königreich, viele Briten besitzen deutsche Wurzeln, einschließlich der königlichen Familie.

## Geschichte
Als erste Germanen siedelten sich die Angelsachsen um 440 auf den britischen Inseln an. Von den Angelsachsen, einem Stamm aus dem heutigen Deutschland, leitet sich auch der Begriff „England“ (Land der Angeln) ab. Nach und nach entwickelte sich die altenglische Sprache aus den angelsächsischen Dialekten.
Im Mittelalter kamen deutsche Hansekaufleute ins Land. Im sechzehnten Jahrhundert flohen zahlreiche Protestanten aus dem Heiligen Römischen Reich infolge postreformatorischer religiöser Kriege. Ende des siebzehnten Jahrhunderts hatte sich eine bedeutende deutsche Gemeinde in Großbritannien gebildet. Sie setzte sich größtenteils aus Geschäftsmännern, Zuckerbäckern und anderen Wirtschaftsmigranten aus Hamburg zusammen.
Von 1709 bis 1710 wanderten Tausende Deutsche aus der Kurpfalz nach England aus. Einen Winter lang hatten sie die Folgen der französischen Invasion durchleiden müssen und unter anderem eine radikale Rekatholisierungspolitik. Königin Annes Regierung hatte die Flüchtlinge eingeladen, um sie innerhalb des britischen Reiches anzusiedeln. Sie kamen zuerst nach London. Einige blieben im Londoner Raum, die Mehrzahl wurde jedoch weitergeleitet, u. a. nach Irland und in die nordamerikanischen Kolonien.
1714 bestieg Herzog Georg zu Braunschweig-Lüneburg den britischen Thron, womit er das Haus Hannover begründete. Jeder nachfolgende Monarch nahm einen Deutschen zum Ehegatten. Erst Eduard VII. ehelichte eine dänische Prinzessin deutscher Herkunft; sein Sohn, der spätere Georg V. nahm wieder eine Deutsche zur Frau. Die britische Königsfamilie behielt den Namen "Saxe-Coburg and Gotha" bis 1917. Im Ersten Weltkrieg reagierte König Georg V. mit der Umbenennung seines Hauses in „Windsor“ und dem Verzicht auf alle deutschen Titel darauf, dass das Königshaus wegen antideutscher Stimmungen an Rückhalt verlor.
Während der Zeit des Nationalsozialismus flohen zahlreiche deutsche Juden ins Vereinigte Königreich, beispielsweise Sigmund Freud, Max Born, Nikolaus Pevsner oder Julius Posener. Während einige von ihnen nach dem Ende des Zweiten Weltkrieges wieder zurück nach Deutschland gingen, blieben andere dort, so etwa die Mitglieder der Familie Freud.

## Hervorhebenswerte Deutsche auf den britischen Inseln
- Albert von Sachsen-Coburg und Gotha (1819–1861), Prinzgemahl Königin Viktorias
- Mathilde Blind (1841–1896), Schriftstellerin
- Clement Freud (1924–2009), Schriftsteller und Journalist
- Lucian Freud (1922–2011), Maler
- Georg I. (1660–1727), britischer König
- Georg Friedrich Händel (1685–1759), Barock-Komponist
- Hans Holbein der Jüngere (1497–1543), Renaissance-Maler
- Godfrey Kneller (1646–1723), Porträtmaler
- Nikolaus Pevsner (1902–1983), Kunsthistoriker
- Nathan Mayer Rothschild (Bankier), Bankier

## Population und Zusammensetzung
Der United Kingdom Census 2001 bezifferte die Anzahl der Deutschen im Vereinigten Königreich auf 266.136. Damit sind die Deutschen die viertgrößte Ausländergruppe nach Iren, Indern und Pakistanern.

## Weblink
- Deutsch-Britische Gesellschaft